# Delia Owens
Delia Owens, ameriška pisateljica in zoologinja, * 1949.
Njen pisateljski prvenec, roman Tam, kjer pojejo raki, je zasedel prvo mesto na lestvici najbolje prodajanih knjig revije New York Times v letih 2019 in 2020. Na prvem mestu je knjiga vztrajala 32 zaporednih tednov, na lestvici pa je je bila skupno 135 tednov.
Skupaj z nekdanjim možem, Markom, je napisala še knjige spominov Cry of the Kalahari, The Eye of the Elephant in Secrets of the Savanna, ki so govorile o njunem preučevanju divjih živali v Afriki.